# Sergio Araiz
Sergio Néstor Araiz Michel (Ayegui, 29 april 1998) is een voormalig Spaans wielrenner.

## Carrière
In 2019 werd Araiz zestiende in het door Xabier Azparren gewonnen nationale kampioenschap tijdrijden voor beloften. Datzelfde jaar won Araiz de San Juan Sari Nagusia, een Spaanse amateurkoers. In 2020 maakte hij de overstap naar Equipo Kern Pharma. In zijn eerste seizoen bij die ploeg nam hij onder meer deel aan de Ronde van Valencia en de Clásica de Almería.
Omdat zijn ploeg in 2021 een stap hogerop deed, werd Araiz dat jaar prof. In de tweede etappe van de Ronde van Slovenië dat jaar reed Araiz, samen met acht anderen, bijna honderd kilometer in de aanval.

## Ploegen
- 2020 –  Equipo Kern Pharma
- 2021 –  Equipo Kern Pharma
- 2022 –  Equipo Kern Pharma

Adrià · Agirre · Araiz · Arrieta · Berrade · Carboni (vanaf 9/9) · Carretero · J. Castrillo · Cobo · Galván · C. García Pierna · R. García Pierna · Jaime · D. Lopez · J. López · Marquez · Mendez · Miquel · Moreno · Novikov · Parra · Řepa · Ruiz · Sánchez · van der Tuuk · P. Castrillo (stagiair) · Fernandez (stagiair) · Retegi (stagiair)